# Leon Fiałkowski
Leon Fiałkowski (ur. 8 października 1918 w Buczaczu, zm. 7 marca 1976) – major, uczestnik II wojny światowej, funkcjonariusz aparatu bezpieczeństwa PRL.

## Życiorys
W 1935 ukończył 6 klas gimnazjum klasycznego w Buczaczu. W czasie II wojny światowej służył najpierw w Armii Czerwonej (1940–1941), następnie (od maja 1943) w batalionach robotniczych i w armii Berlinga; był żołnierzem plutonu konnego samodzielnej kompanii zwiadowczej 1 Dywizji Piechoty im. Tadeusza Kościuszki. W 1944 skończył kurs NKWD w Kujbyszewie. 6 czerwca 1945 został szefem PUBP w Krośnie. Od 1 września 1946 zastępca szefa PUBP w Wejherowie, od 1 stycznia 1947 szef PUBP w Kościerzynie, od 1 lutego 1948 szef PUBP w Gdańsku, od 1 maja 1949 szef Miejskiego Urzędu Bezpieczeństwa Publicznego (MUBP) w Gdyni, od 1 grudnia 1950 naczelnik Wydziału Żeglugi WUBP w Gdańsku. Od 10 stycznia 1953 kierownik ośrodków wczasowych bezpieki.
Był odznaczony Srebrnym Medalem „Zasłużonym na Polu Chwały”, Medalem Zwycięstwa i Wolności 1945, Srebrnym i Złotym Krzyżem Zasługi, Krzyżem Kawalerskim Orderu Odrodzenia Polski (1963) i Odznaką „20 Lat w Służbie Narodu”.
Pochowany na cmentarzu komunalnym w Sopocie (kwatera G2-1-7).

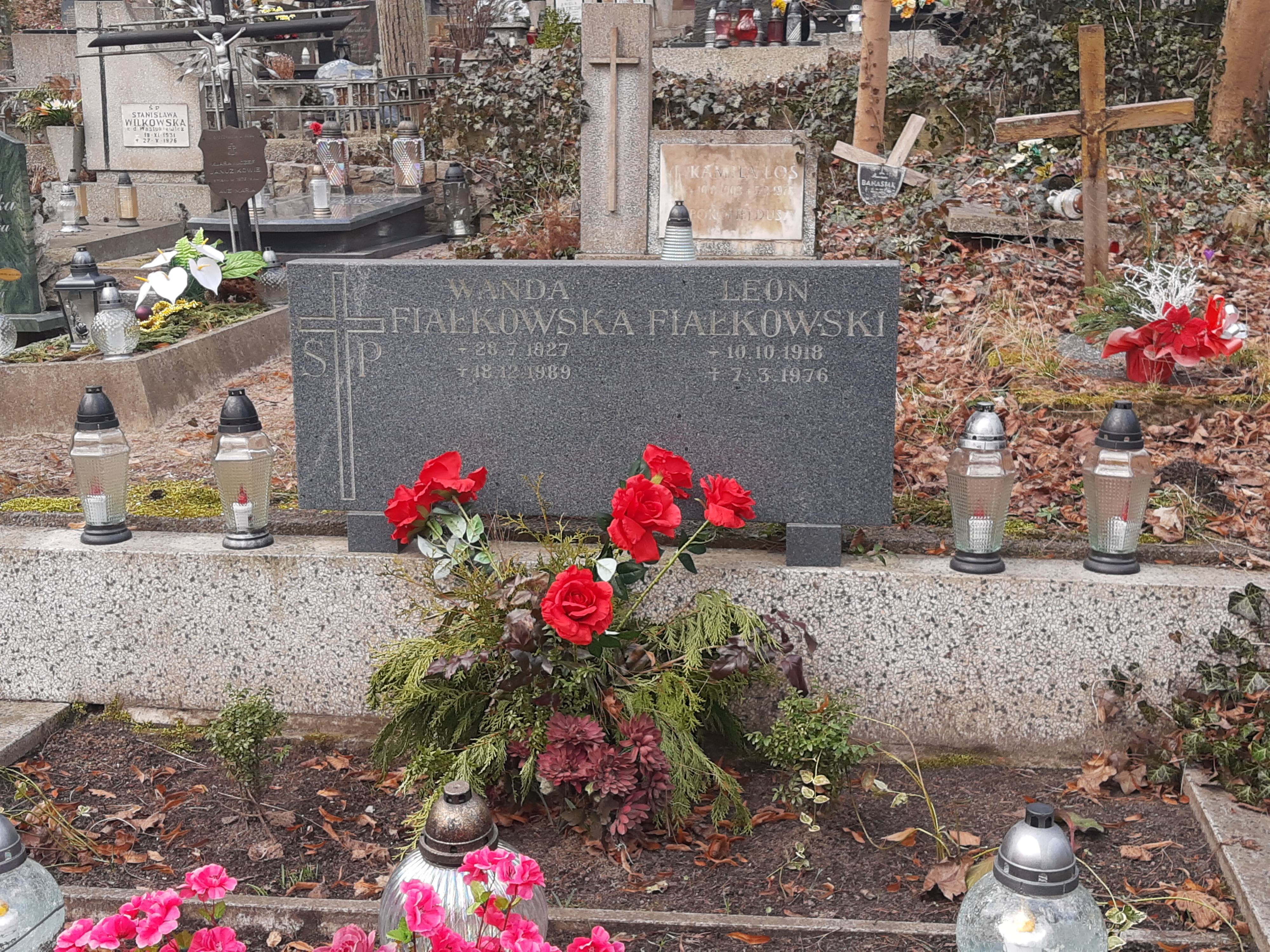
Grób Leona Fiałkowskiego na cmentarzu komunalnym w Sopocie